# Championnat d'Europe de courses de camions 2018
Pour les articles homonymes, voir CECC.
Navigation
2017 2019
Le championnat d'Europe de courses de camions 2018 est la 34e édition du championnat d'Europe de courses de camions. Il comporte huit Grands Prix et débute le 26 mai à Misano en Italie pour s'achever le 7 octobre à Jarama et comporte huit Grands Prix. Cette saison marque notamment les débuts d'une nouvelle équipe Don't Touch Racing avec pour pilote Andre Kursim, ancien pilote de Tankpool 24.
Jochen Hahn rejoint le premier quintuple champion d'Europe Steve Parrish en étant sacré après 2011, 2012, 2013 et 2016. 

## Pilotes et camions
| Équipes                      | Constructeurs | Châssis                   | Moteurs      | Pneus | no | Pilotes           |
| ---------------------------- | ------------- | ------------------------- | ------------ | ----- | -- | ----------------- |
| Die Bullen Von Iveco Marirus | Iveco         | Iveco Stralis 440 E 56 XP | Iveco        | G     | 2  | Jochen Hahn       |
| Die Bullen Von Iveco Marirus | Iveco         | Iveco Stralis 440 E 56 XP | Iveco        | G     | 44 | Stephanie Halm    |
| Buggyra Racing 1969          | Freightliner  | Freightliner              | Freightliner | G     | 1  | Adam Lacko        |
| Buggyra Racing 1969          | Freightliner  | Freightliner              | Freightliner | G     | 22 | Oliver Janes      |
| Tankpool 24 Racing           | Mercedes      | Mercedes                  | Mercedes     | G     | 3  | Norbert Kiss      |
| Tankpool 24 Racing           | Mercedes      | Mercedes                  | Mercedes     | G     | 24 | Steffen Faas      |
| Truck Sport Lutz Bernau      | Man           | Man                       | Man          | G     | 23 | Antonio Albacete  |
| Truck Sport Lutz Bernau      | Man           | Man                       | Man          | G     | 32 | Luis Recuenco     |
| Reboconort Truck Racing Team | Man           | Man                       | Man          | G     | 14 | Jose Rodrigues    |
| Reboconort Truck Racing Team | Man           | Man                       | Man          | G     | 38 | Eduardo Rodrigues |
| Team Reinert Adventure       | Man           | Man                       | Man          | G     | 77 | Rene Reinert      |
| Team Reinert Adventure       | Man           | Man                       | Man          | G     | 30 | Sascha Lenz       |
| TBA                          | Man           | Man                       | Man          | G     | 17 | Shane Brereton    |
| TBA                          | Man           | Man                       | Man          | G     | 88 | Ryan Smith        |

## Grand Prix de la saison 2018
Le 21 septembre 2017, le Conseil mondial de la Fédération internationale de l'automobile réuni à Paris (France) officialise définitivement une saison comprenant huit Grand Prix, sur les mêmes circuits qu'en 2017, avec une course en moins, le Grand Prix du Red Bull Ring. Le Grand Prix de Hongrie est avancé du mois d'août au mois de juin.
| N° | Date                  | Grand Prix                | Lieu             | Vainqueur Course 1 | Vainqueur Course 2 | Vainqueur Course 3 | Vainqueur Course 4 | Pole Position Course 1 | Pole Position Course 3 |
| -- | --------------------- | ------------------------- | ---------------- | ------------------ | ------------------ | ------------------ | ------------------ | ---------------------- | ---------------------- |
| 1  | 26 - 27 mai           | Grand Prix de Misano      | Misano Adriatico | Jochen Hahn        | Sascha Lenz        | Jochen Hahn        | Ryan Smith         | Jochen Hahn            | Jochen Hahn            |
| 2  | 16 - 17 juin          | Grand Prix de Hongrie     | Budapest         | Jochen Hahn        | Adam Lacko         | Jochen Hahn        | Rene Reinert       | Jochen Hahn            | Jochen Hahn\|          |
| 3  | 30 juin - 1er juillet | Grand Prix du Nürburgring | Nürburg          | Antonio Albacete   | Stephanie Halm     | Jochen Hahn\|      | Anthony Janiec     | Antonio Albacete       | Jochen Hahn\|          |
| 4  | 14 - 15 juillet       | Grand Prix de Slovaquie   | Orechová Potôň   | Antonio Albacete   | Shane Brereton     | Jochen Hahn\|      | Norbert Kiss       | Adam Lacko             | Adam Lacko             |
| 5  | 1er - 2 septembre     | Grand Prix de Most        | Most             | Adam Lacko         | Adam Lacko         | Jochen Hahn        | Rene Reinert       | Adam Lacko             | Adam Lacko             |
| 6  | 15 - 16 septembre     | Grand Prix de Zolder      | Zolder           | Antonio Albacete   | Stephanie Halm     | Jochen Hahn        | Jose Rodrigues     | Antonio Albacete       | Jochen Hahn            |
| 7  | 29 - 30 septembre     | Grand Prix du Mans        | Le Mans          | Jochen Hahn        | Andre Kursim       | Jochen Hahn        | Antonio Albacete   | Sascha Lenz            | Jochen Hahn            |
| 8  | 6 - 7 octobre         | Grand Prix de Jarama      | Jarama           | Jochen Hahn        | Rene Reinert       | Jochen Hahn        | Rene Reinert       | Jochen Hahn            | Jochen Hahn            |

## Déroulement de la saison et faits marquants du championnat
Grand Prix de Misano : Jochen Hahn remporte la première pole position, la première ainsi que la troisième course de la saison. Après cinq saisons en ETRC Sascha Lenz remporte la première course de sa carrière lors de la course 2. La course 4 est remporté par le britannique Ryan Smith.
Hahn occupe donc la tête du championnats des pilotes avec 50 points, devant Halm (34 points) et Albacete (29 points). Au classement par équipes, Die Bullen von IVECO Magirus possède 88 points et devance Reinert Adventure (54 points), Tankpool 24 Racing (35 points), Truck Sport Lutz Bernau (34 points) et Buggyra Racing 1969 (31 points).
Grand Prix du Mans : Jochen Hahn remporte son cinquième titre européen lors de la troisième course.
Grand Prix de Jarama : Si Jochen Hahn était déjà titré depuis l'épreuve précédente, il conforte sa position avec un total de 387 points. Adam Lacko termine vice-champion avec 266 points et Antonio Albacete complète le podium du championnat avec 249 points.

## Classement saison 2018

### Attribution des points
| 1er           | 2e | 3e | 4e | 5e | 6e | 7e | 8e | 9e | 10e |   |
| Courses 1 & 3 | 20 | 15 | 12 | 10 | 8  | 6  | 4  | 3  | 2   | 1 |
| Course 2 & 4  | 10 | 9  | 8  | 7  | 6  | 5  | 4  | 3  | 2   | 1 |

### Pilotes
| Pos. | Pilotes          | Drapeau de Saint-Marin | Drapeau de la Hongrie | Drapeau de l'Allemagne | Drapeau de la Slovaquie | Drapeau de la Tchéquie | Drapeau de la Belgique | Drapeau de la France | Drapeau de la communauté de Madrid | Points |
| ---- | ---------------- | ---------------------- | --------------------- | ---------------------- | ----------------------- | ---------------------- | ---------------------- | -------------------- | ---------------------------------- | ------ |
| 1    | Jochen Hahn      | 1                      | 1                     | 2                      | 1                       | 2                      | 1                      | 1                    | 1                                  | 387    |
| 2    | Adam Lacko       | 5                      | 3                     | 3                      | 2                       | 1                      | 3                      | 7                    | 4                                  | 266    |
| 3    | Antonio Albacete | 3                      | 8                     | 1                      | 5                       | 6                      | 2                      | 4                    | 2                                  | 249    |
| 4    | Sascha Lenz      | 4                      | 6                     | 8                      | 4                       | 3                      | 5                      | 2                    | 6                                  | 229    |
| 5    | Norbert Kiss     | 6                      | 2                     | 4                      | 3                       | 4                      | 6                      | 6                    | 8                                  | 207    |
| 6    | Stephanie Halm   | 2                      | 4                     | 5                      | 8                       | 9                      | 4                      | 5                    | 7                                  | 205    |
| 7    | Rene Reinert     | 7                      | 5                     | 7                      | 6                       | 5                      | 9                      | 9                    | 3                                  | 171    |
| 8    | Andre Kursim     | 8                      | 7                     | 6                      | 7                       | 7                      | 7                      | 3                    | 9                                  | 146    |
| 9    | Jose Rodrigues   | 9                      | 9                     | 9                      | 9                       | 8                      | 8                      | 8                    | 5                                  | 95     |

### Équipes
| Pos. | Team                          | No. | Pilotes            | Points |
| ---- | ----------------------------- | --- | ------------------ | ------ |
| 1    | Die Bullen von IVECO Magirus  | 2   | Jochen Hahn        | 613    |
| 1    | Die Bullen von IVECO Magirus  | 44  | Stephanie Halm     | 613    |
| 2    | Reinert Adventure             | 77  | Rene Reinert       | 442    |
| 2    | Reinert Adventure             | 30  | Sascha Lenz        | 442    |
| 3    | Buggyra Racing 1969           | 3   | Adam Lacko         | 311    |
| 3    | Buggyra Racing 1969           | 22  | Oliver Janes       | 311    |
| 4    | Truck Sport Lutz Bernau       | 23  | Antonio Albacete   | 276    |
| 4    | Truck Sport Lutz Bernau       | 32  | Luis Recuenco      | 276    |
| 5    | Tankpool 24 Racing            | 3   | Norbert Kiss       | 272    |
| 5    | Tankpool 24 Racing            | 24  | Stepehn Faas       | 272    |
| 6    | RS Racing                     | 17  | Shane Brereton     | 142    |
| 6    | RS Racing                     | 12  | Ray Coleman        | 142    |
| 7    | Team Rebonconort Truck Racing | 38  | Edouardo Rodrigues | 118    |
| 7    | Team Rebonconort Truck Racing | 14  | Jose Rodrigues     | 118    |